# Утебаев, Мусиралы Смаилович
Мусиралы Смаилович Утебаев (каз. Мүсірәлі Смайылұлы Өтебаев, род. 1 января 1950, село Чубаровка, Ордабасинский район Южно-Казахстанская область, Казахская ССР, СССР) — казахстанский государственный и политический деятель. Заслуженный деятель Казахстана (2011). доктор экономических наук (1997), профессор, академик НИА РК (2001).

## Биография
Родился в 1950 году в селе Шубар Богенского района Чимкентской области в семье рабочих. Происходит из рода сикым племени дулат.
В 1967 году окончил среднюю школу и поступил на физико-математический факультет Чимкентского педагогического института.
В 1971 году окончил институт по специальности учитель математики.
В 1979 — 1982 годах окончил аспирантуру вычислительного центра и научно-исследовательского института по проектированию экономических информационных систем в г. Москве.
В 1984 году защитил кандидатскую диссертацию.
В 1991 году окончил Академию народного хозяйства при Правительстве Российской Федерации по специальности ведущий специалист по методикам экономического управления.
В 1997 году защитил докторскую диссертацию в академии народного хозяйства при Правительстве Российской Федерации, тема диссертации: «Макроэкономические условия и факторы экономического роста Республики Казахстан».

## Трудовая деятельность
Трудовую деятельность начал в 1971 году учителем математики в школе рабочей молодежи поселка Бекташ Красноводского района, Туркменской ССР.
С 1973 по 1987 годы — Старший оператор машиносчетной станции, старший инженер, заместитель начальника, начальник ВЦ, начальник Чимкентского областного производственного объединения по информационно-вычислительному обслуживанию.
С 1987 по 1997 годы — Заместитель начальника, начальник Чимкентского областного управления статистики.
С 1991 по 1992 годы — Заместитель председателя Чимкентского облисполкома.
С 1992 по 1993 годы — Заместитель главы областной администрации Южно-Казахстанской области.
С январь 1994 по апрель 1994 годы — Начальник представительства Национального агентства по иностранным инвестициям при Министерстве экономики Республики Казахстан.
С апрель 1994 по март 1995 годы — Первый заместитель председателя Национального агентства по иностранным инвестициям при Министерстве экономики Республики Казахстан.
С март 1995 по ноябрь 1995 годы — Советник Президента Республики Казахстан.
С 1995 по 1996 годы — Заведующий отделом экономической политики Администрации Президента Республики Казахстан.
С март 1996 по январь 2002 годы — Председатель Счетного комитета по контролю за исполнением республиканского бюджета.
С октябрь 2008 по январь 2014 годы — Председатель Комитета по финансовому мониторингу Министерства финансов Республики Казахстан.

## Выборные должности, депутатство
Кандидат в депутаты Верховного совета Республики Казахстан 13-го созыва (1994 года).
С январь 2002 по сентябрь 2008 годы — Депутат Сенат Парламента Республики Казахстан, Председатель Комитета по экономике, финансам и бюджету Сената Парламента Республики Казахстан, член Комитета парламентского сотрудничества «Республика Казахстан - Европейский Союз», член Парламентской группы Единого экономического пространства, член Межпарламентского Союза Группы сотрудничества с Парламентом Соединенного Королевства Великобритании и Северной Ирландии (с 01.2002), Председатель Комитета по финансам и бюджету (март 2007 по сентябрь 2008 годы).

## Прочие должности
- Член Национального Совета Республики Казахстан.
- Член Государственной комиссии по вопросам разграничения полномочий между уровнями государственного управления и совершенствования межбюджетных отношений.
- Член Комитета парламентского сотрудничества «Республика Казахстан – Европейский Союз».
- Член парламентской группы Единого экономического пространства.
- Член Межпарламентского Союза Группы сотрудничества с Парламентом Соединенного Королевства Великобритании и Северной Ирландии.

## Награды и звания
- Орден «Знак Почёта» (СССР, 1991 года)
- Орден Парасат (2003)[3]
- Медаль «Астана» (1998)
- Медаль «10 лет независимости Республики Казахстан» (2001)
- Памятная медаль Детского фонда ООН — ЮНИСЕФ (2007)[4]
- Почётная грамота МПА СНГ (2007)
- Почётная грамота Сената Парламента Республики Казахстан (2008)
- Указом Президента Республики Казахстан награждён почётным званием «Қазақстанның еңбек сіңірген қайраткері» (Заслуженный деятель Республики Казахстан) (декабрь 2011 года)[5]
- Награждён благодарственным письмом Первого Президента Республики Казахстан.
- Награждён правительственными и юбилейными государственными медалями Республики Казахстан.
- Медаль «25 лет независимости Республики Казахстан» (2016)[6][7]

## Научные звания и степени
- кандидат экономических наук (1984)
- доктор экономических наук (1997)
- Академик Инженерной академии Республики Казахстан (1997)
- Действительный член Инженерной академии Республики Казахстан (с 2001 года) и др.

## Научные, литературные труды
- Автор книг: «Финансово-кредитный механизм перехода к рыночным отношениям» (1991), «Финансы региона» (1992), «Валютный курс тенге и его воздействие на переходную экономику Казахстана» (1996), «Финансово-экономические условия и факторы роста экономики Казахстана» (1997) и др.